# Tầm gửi năm nhị
Tầm gửi năm nhị (danh pháp khoa học: Dendrophthoe pentandra) là một loài thực vật có hoa trong họ Loranthaceae. Loài này được (L.) Miq. miêu tả khoa học đầu tiên năm 1856.